# Ivangorod
Ivangorod (russisk: Ивангород, tr. Ivangorod; estisk: Jaanilinn) er en by i Leningrad oblast i Rusland med 9.552(2024) indbyggere. Byen ligger på højre bred af floden Narva, ved grænsen mellem Rusland og Estland 159 km vest for Sankt Petersborg. På den modsatte flodbred ligger den estiske by Narva.
Byen er kendt for Ivangorod fæstning. Ivangorod er også en vigtig grænseovergang og en jernbanestation på Tallinn–Sankt Petersborg-banen.

## Historie
Fæstningen blev oprettet i 1492 , mens Ivan III af Storfyrstedømmet Moskva regerede, og blev opkaldt efter ham. Sverige erobrede borgen under den svensk-russiske krig 1495-1497 i 1496 og brændte den ned. De forsøgte at sælge ruinen til Den Liviske Orden, men det mislykkedes. Svenskerne trak sig siden tilbage til den nordlige bred af Den Finske Bugt.
Russerne byggede fæstningen op igen. Det var den første fæstning med en regelmæssig femtakket grundplan. Inden for et par årtier voksede en bebyggelse frem i tilknytning til borgen. I 1509 var borgen færdigbygget med det udseende, den senere i det store og hele har beholdt. Med tiden fik Narva/Ivangorod stor betydning som handelssted for de vesteuropæiske lande.
Sverige erobrede byen igen i 1581, men i 1590 erobrede russerne den tilbage, og ved Freden i Teusina i 1595 blev byen afstået til Rusland. I 1612 blev byen atter generobret af svenskerne. Svenske kong Gustav 2. Adolf gav byen Ivangorod byrettigheder 1617, men i 1649 forenedes den med Narva.
Efter faldet af Narva i 1704 blev Ivangorod generobret af russerne. Hvor efter var byen en del af Narva og hørte som sådan ind under Ingermanland eller Sankt Petersborg guvernement indtil 1917, hvor byen blev forenet med Estland (Estland guvernement). Tyskerne invaderede Ivangorod i 1918 i februar, men i november samme år fik kommunisterne kontrol over distriktet. Disse oprettede "Estlands arbejderkommune" i Narva, der skulle danne udgangspunkt for de rødes forsøg på at gennemføre revolutionen i Estland, men dette mislykkedes.
I efterdønningerne af det Russiske Kejserriges kollaps, skaffede den nylig uafhængige republik Estland sig i januar 1919 kontrol over hele byen Narva inklusive Ivangorod, og dette blev senere anerkendt af Sovjetunionen ved Freden i Tartu i 1920.
Efter besættelsen og annektering af Estland af Sovjetunionen i 1940 blev Ivangorod bevaret som en del af Estland. Fra 1941 til 1944 var Estland besat af tyskerne. Da Sovjetunionen på ny besatte Estland i 1944 under sidste del af 2. verdenskrig, blev Ivangorod i januar 1945 administrativt adskilt fra resten af Narva og overført til Leningrad oblast i den Russiske Socialistiske Føderative Sovjet-Republik. I 1954 fik byen atter egen bystatus.
Efter, at Estland genvandt sin uafhængighed i 1991, betragtede Rusland grænsen fra freden i Tartu i 1920 som værende juridisk erstattet af grænsen mellem de to tidligere sovjetrepubliker, som senere var dannet af de sovjetiske myndigheder. Ivangorod forblev dermed en del af Rusland. På grund af politiske spændinger er en ny grænseaftale mellem Estland og Rusland endnu ikke trådt i kraft.